# Lago di Beau
Lago di Beau is een Nederlands televisieprogramma waarin Beau van Erven Dorens twee gasten ontvangt en interviewt in een villa aan het Italiaanse Comomeer. Hiervoor verbleven ze in Orea, ten noordoosten van Como in het Writer's Nest, tussen Pognana Lario en Faggeto Lario. De twee gasten logeren een aantal dagen in de villa, waar gastheer Van Erven Dorens ze meeneemt op pad naar pittoreske Italiaanse dorpjes, bergtoppen, groene heuvels en diepblauw water als decor. Gedurende de dagen worden verschillende onderwerpen aangesneden.

## Afleveringen
| Nr. | Uitzenddatum    | Gast 1           | Gast 2                  | Kijkcijfers |
| --- | --------------- | ---------------- | ----------------------- | ----------- |
| 1   | 2 januari 2022  | Nick Schilder    | Miljuschka Witzenhausen | 961.000     |
| 2   | 9 januari 2022  | Tijl Beckand     | Maan                    | 988.000     |
| 3   | 16 januari 2022 | Claudia de Breij | Ruud de Wild            | 923.000     |
| 4   | 23 januari 2022 | Ernst Kuipers    | Edsilia Rombley         | 1.218.000   |